# Vereniging Kinderkanker Nederland
De Vereniging Kinderkanker Nederland (voorheen bekend als de Vereniging Ouders, Kinderen en Kanker) is een Nederlandse belangenvereniging en patiëntenorganisatie voor iedereen die te maken heeft of heeft gehad met kinderkanker.

## Historie
De Vereniging Ouders, Kinderen en Kanker (VOKK) is in 1987 in Zwolle opgericht met als doel om gezinnen met een kind met kanker te steunen en te voorzien van informatie. De vereniging is uitgegroeid tot landelijke belangenvereniging en biedt een plek voor herkenning, steun, informatie en praktische tips. 
De Vereniging Ouders, Kinderen en Kanker en de Stichting KinderOncologie Nederland (SKION) namen in 2006 het initiatief tot de oprichting van een landelijk centrum voor zorg en het onderzoek voor kinderen met kanker. Dit leidde tot het Prinses Máxima Centrum voor kinderoncologie, opgericht in 2014. De Vereniging Kinderkanker Nederland is mede-eigenaar van het Prinses Máxima Centrum in Utrecht. Op 15 februari 2021, Wereld Kinderkanker Dag, heeft de vereniging een nieuwe naam gekregen: Vereniging Kinderkanker Nederland.

## De Kanjerketting®
Ieder jaar krijgen zeshonderd kinderen in Nederland de diagnose kanker. De behandeling van kinderkanker duurt lang en is heel zwaar. Om kinderen met kanker te steunen heeft de Vereniging Kinderkanker Nederland de Kanjerketting® ontwikkeld. De Kanjerketting® is het initiatief en intellectueel eigendom van de Vereniging Kinderkanker Nederland. De vereniging heeft de Kanjerketting® in 2006 ontwikkeld. Na een pilot in het VUmc werd de Kanjerketting® eind 2007 in alle kinderoncologische ziekenhuizen ingevoerd.
De Kanjerketting® is een systeem dat bestaat uit kralen. Elke Kanjerkraal staat voor een bepaalde behandeling, onderzoek of gebeurtenis. Zo zijn er kralen voor een chemokuur, bestraling, prikken, een scan, een lumbaalpunctie, haarverlies, een supergoede dag, een vreselijke rotdag, een operatie, verblijf op de intensive care enzovoort. Kinderen met kanker rijgen deze Kanjerkralen aan een ketting. Die ketting, de Kanjerketting®, vertelt hun verhaal.

## Activiteiten
De vereniging heeft meerdere projecten die er op gericht zijn om mensen die te maken hebben met kinderkanker te ondersteunen. Zo zijn er sinds de opening van het Prinses Máxima Centrum ervaringsdeskundige ouders en ex-patiënten die in het Prinses Máxima Centrum aanwezig zijn om ouders, kinderen en ex-patiënten van informatie te voorzien en een luisterend oor te bieden. 
Twee keer per jaar organiseert de Vereniging Kinderkanker Nederland een symposium met elke keer een ander thema.
Het kantoor van de vereniging is gevestigd op Landgoed Oostbroek in De Bilt, wat naast het Prinses Máxima Centrum gelegen is.